# 12701 Chenier
A 12701 Chenier (ideiglenes jelöléssel 1990 GE) a Naprendszer kisbolygóövében található aszteroida. Eric Walter Elst fedezte fel 1990. április 15-én.